# Brilliance V6
Pour les articles homonymes, voir V6.
La Brilliance V6 est un crossover compact produit par le constructeur automobile chinois Brilliance depuis 2017.

## Présentation

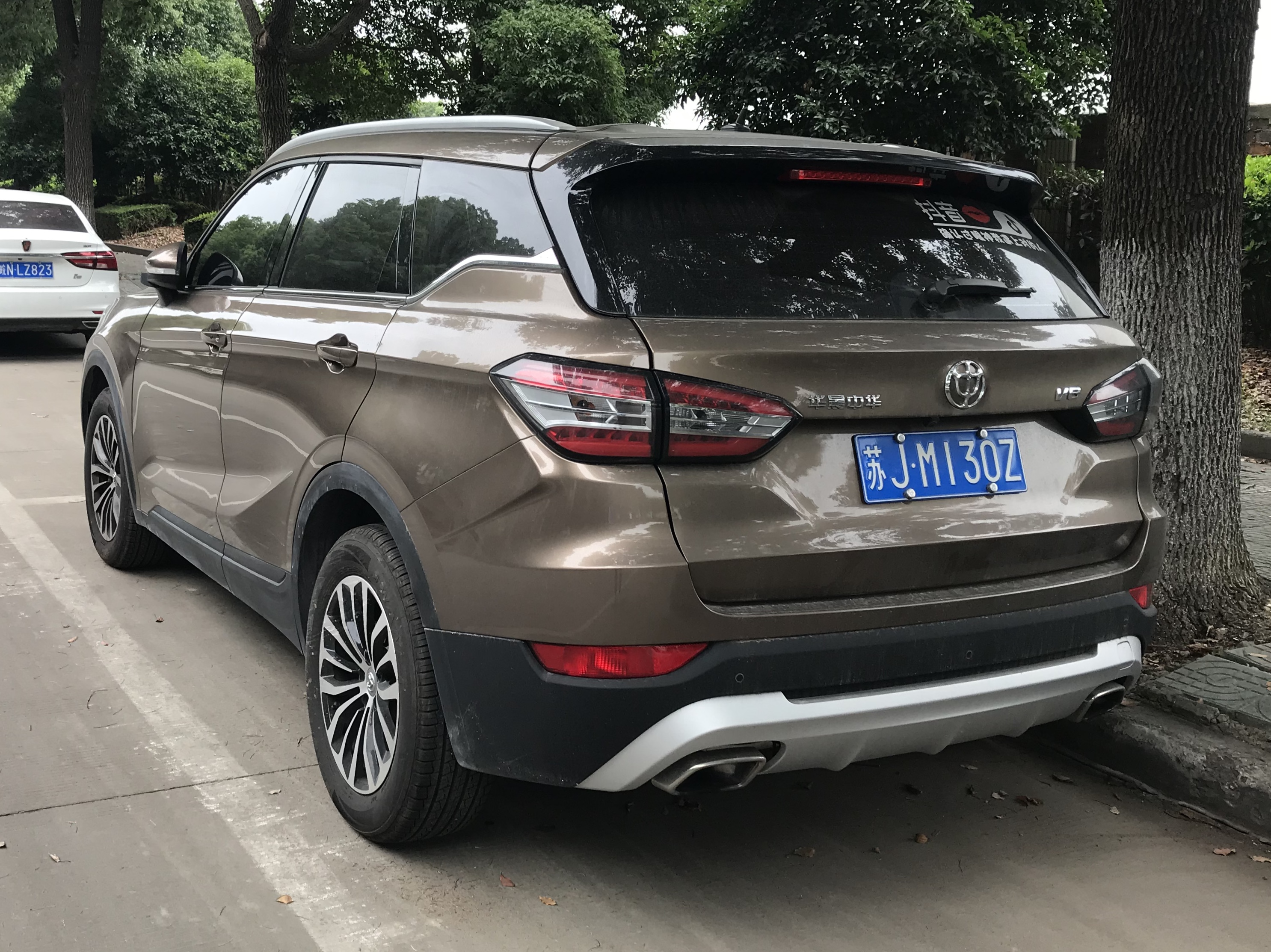
Brilliance V6 vue arrière

Le Brilliance V6 est un crossover 5 portes développé avec l'aide de BMW présenter au salon de l'automobile de Guangzhou en 2017.

### Motorisation
Le véhicule est propulsé par un moteur quatre cylindres essence turbo de 1,5L produisant 150 ch associé à une transmission manuelle ou automatique à 6 rapports ou à un DCT à 7 rapports.

### Ventes
| Année | Nombre de ventes en Chine |
| ----- | ------------------------- |
| 2017  | 2 866                     |
| 2018  | 14 611                    |
| 2019  | 283                       |
| 2020  | 37                        |